# Heleioporus albopunctatus
Heleioporus albopunctatus är en groddjursart som beskrevs av Gray 1841. Heleioporus albopunctatus ingår i släktet Heleioporus och familjen Limnodynastidae. IUCN kategoriserar arten globalt som livskraftig. Inga underarter finns listade i Catalogue of Life.